# Бор (бог)
Бор (Borr) — в германо-скандинавской мифологии один из асов, сын первочеловека Бури и отец Одина, Вили, Ве. Упоминается в Младшей Эдде:
«У Бури был сын по имени Бор, который женился на женщине по имени Бестла, дочери великана Бёльторна; и у них родилось три сына: первый Один, второй Вили, третий Ве».
Больше в Младшей Эдде Бор не упоминается. Иногда упоминается в скандинавской поэзии как отец Одина.
Роль Бора в мифологии до конца не ясна и нет указаний на то, что ему поклонялись древние скандинавские язычники.